# Carlstadt (Düsseldorf)
Pour les articles homonymes, voir Carlstadt.

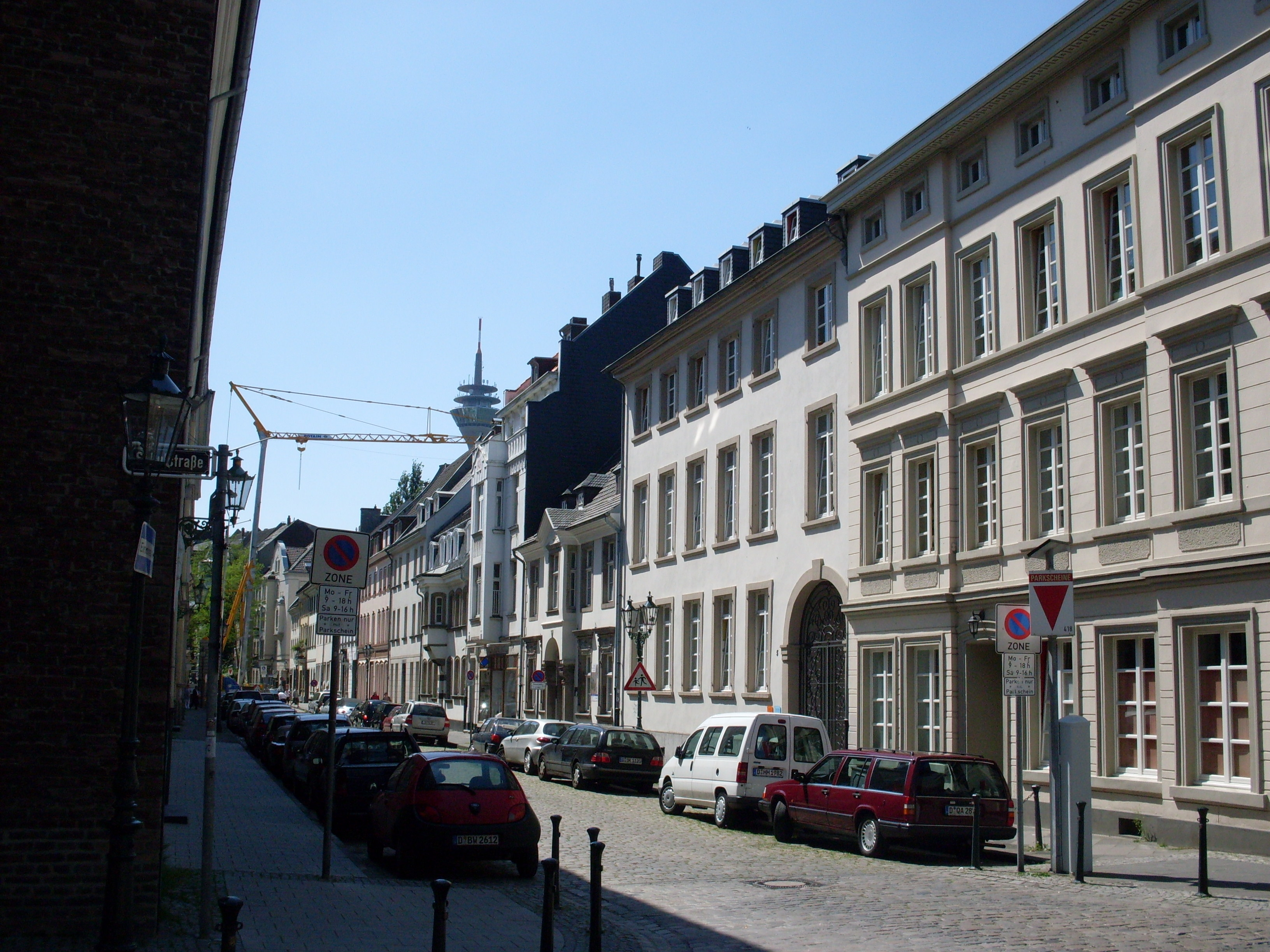
Zitadellstraße à Carlstadt

Carlstadt est un quartier de Düsseldorf et appartient au Quartier central 1. Il s'étend au sud de la Vieille Ville (Altstadt) et porte le nom du Duc Charles-Théodore de Bavière, qui a fondé ce quartier. 
Carlstadt a une superficie de  0,45 km2 Il s'agit du plus petit quartier de Düsseldorf. Il contient 2 259 habitants (2020).

carte de Düsseldorf, montrant Carlstadt (en rouge) au sein du Quartier 1 (en rose)

Sa vie économique est principalement basée sur les magasins de la haute société. L'un des trois sièges européens de Vodafone se trouve à Carlstadt. L'Institut Heinrich Heine ainsi que la Société Robert Schumann se trouvent à Carlstadt. Clara et Robert Schumann vécurent à Carlstadt pendant quelques années. Le Carlsplatz est notoire, le marché central de Düsseldorf à Carlstadt. 